# Osteoderm
Osteodermer är benplattor inbäddade i en elastisk hud. De kan bl.a. fungera som kroppspansar, t.ex. hos en del dinosaurier, ex.vis Ankylosaurus.